# IC 4626
IC 4626 ist ein Doppelstern im Sternbild Ophiuchus. Das Objekt wurde am 2. Juli 1886 von Guillaume Bigourdan entdeckt.